# 163 (число)
163 (сто шестьдесят три) — натуральное число, расположенное между числами 162 и 164.

## Математика
163 — тридцать восьмое простое число.

### Число Хегнера
Число 163 — наибольшее из чисел Хегнера. Это наибольшее значение d, при котором число классов мнимого квадратичного поля {\displaystyle \mathbb {Q} ({\sqrt {-d}})} равно 1. Эквивалентно, кольцо целых этого поля является факториальным кольцом.
Кольца целых чисел в поле {\displaystyle \mathbb {Q} ({\sqrt {d}})} называются квадратичными кольцами. Существует шестнадцать евклидовых вещественных квадратичных колец для d = 2, 3, 5, 6, 7, 11, 13, 17, 19, 21, 29, 33, 37, 41, 57, 73; существует только пять евклидовых мнимых квадратичных колец, для d = −1, −2, −3, −7, −11. При d = −1, −2, −3, −7, −11, −19, −43, −67, −163 кольца целых в {\displaystyle \mathbb {Q} ({\sqrt {d}})} являются факториальными (гипотеза Гаусса).
Дискриминант многочлена
{\displaystyle x^{2}-x+41,}
значения которого при {\displaystyle 0\leq x\leq 40} являются простыми числами, равен −163. Значение константы Рамануджана
{\displaystyle e^{\pi {\sqrt {163}}}\approx 262537412640768743{,}9999999999992500725971981856888\ldots }
отличается от ближайшего целого числа приблизительно на 7,5 × 10−13.
Более того, равенство
{\displaystyle \sum _{n=1}^{\infty }2^{-n}[ne^{\pi {\sqrt {163}}/3}]\approx 1280640}
выполняется с точностью более полумиллиарда десятичных знаков после запятой.
Все эти факты связаны с тем, что классовое число квадратичного поля {\displaystyle \mathbb {Q} ({\sqrt {-163}})} равно 1, а поскольку 163 — наибольшее из чисел {\displaystyle d}, обладающих таким свойством, то и отличие {\displaystyle e^{\pi {\sqrt {d}}}} от ближайшего целого минимально при выборе именно {\displaystyle d=163}.

#### Непрерывные дроби
В конце 1964 года Дж. Бриллхарт и Моррисон осуществили численный эксперимент по разложению в непрерывные дроби кубических иррациональностей, в ходе которого было установлено, что разложение в непрерывную дробь действительного корня уравнения
{\displaystyle x^{3}-8x-10=0}
содержит не менее 8 неполных частных, превосходящих 10 000: 22 986, 35 657, 48 120, 49 405, 53 460, 325 927, 1 501 790, 16 467 250. Как выяснилось позже, возникновение столь больших неполных частных связано с тем, что дискриминант уравнения  равен {\displaystyle 4\cdot (-163),} а число классов поля {\displaystyle \mathbb {Q} ({\sqrt {-163}})} равно единице.

### Другие свойства
163 из 39 = 19 683 матриц 3 × 3 с коэффициентами из [−1; 1] порождают (с использованием обычного матричного умножения) группу порядка 2. Если брать коэффициенты из [−n; n], то при n = 1, 2, 3, 4, 5, … число матриц, порождающих группу порядка 2, равно 163, 643, 1651, 3379, 5203, ….

## В других областях
- 163 год; 163 год до н. э.
- NGC 163 — эллиптическая галактика (E) в созвездии Кит.
- 163 — код ГИБДД-ГАИ Самарской области.